# Хэнкинс, Джеймс
Джеймс Хэнкинс (англ. James Hankins; род. 1955[…], Филадельфия, Пенсильвания) — американский историк, ренессансовед. Доктор философии (1985), профессор Гарварда, где преподает более 35 лет. Членкор Британской академии (2014). Отмечен Paul Oskar Kristeller Lifetime Achievement Award (2012), наивысшим отличием Renaissance Society of America.
Окончил университет Дьюка (бакалавр классики magna cum laude, 1977). Степень доктора философии по истории получил в Колумбийском университете, занимался у Юджина Райса и П. О. Кристеллера.
Публиковался в Wall Street Journal, The Claremont Review of Books, American Affairs, First Things, The New Criterion.
Его двухтомный труд Plato in the Italian Renaissance (1990, 3-е изд. — 1994) отмечен премией за лучшую книгу по истории идей от Journal of the History of Ideas. Также автор Virtue Politics: Soulcraft and Statecraft in Renaissance Italy (Harvard University Press).